# مقاطعات الكاميرون
تنقسم الكاميرون إلى 58 مقاطعة.

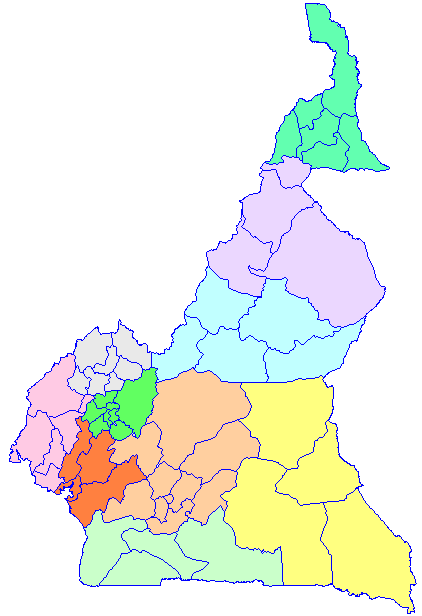
مقاطعات الكاميرون حسب المنطقة

تنقسم مقاطعات الكاميرون بدورها إلى 361 دائرة مع العلم أن المقاطعات مقسمة أيضا إلى بلديات.

## تاريخ المقاطعات الكاميرونية

### التقسيم الأصلي
في عام 1963 ، تم تقسيم الجزء الفرنسي السابق من الكاميرون إلى 30 مقاطعة، أضيف إليها 6 مقاطعات من الجزء البريطاني للكاميرون في عام 1968.
مقاطعات الكاميرون الشرقي عام 1963: أداماوا، بامبوتوس، بامون، بينيوي، بوما-نغوكو، دياماري، دجا ولوبو، نكام العلوية، نيونغ العلوية، ساناغا العلوية، كاداي، كريبي، ليكيي، لوغون وشاري، لوم ودجيريم، مارغي-واندالا، مايو-داناي، مبام، ميفو، مينوا، ميفي، مونغو، ندي، نكام، نتيم، نيونغ وكيلي، نيونغ ومفومو، نيونغ وسوو، ساناغا البحرية، ووري.
مقاطعات الكاميرون الغربي عام 1968: بامندا، كومبا، مامفي، نكامبي، فيكتوريا، ووم.

### التعديلات التي حصلت في التقسيم
- 1975: زيادة عدد المقاطعات إلى 39
  - تم تقسيم بامندا إلى 3 مقاطعات جديدة هي: بوي، ميزام ومومو.
  - بينما تم تقسيم مقاطعات كومبا وفيكتوريا إلى: نديان، ميمي وفاكو.
- 1986: تم تغيير اسم كريبي ليصبح لوسيون، والذي يعني المحيط بالفرنسية.
- 1995: عدد المقاطعات يرتفع إلى 55
  - مقاطعة مبام تم تقسيمها إلى قسمين : مبام إينوبو ومبام-كيم
  - مقاطعة ميفو تم تقسيمها إلى قسمين: ميفو افامبا وميفو اكونو.
  - مقاطعة ميزام تم تقسيمها إلى قسمين: ميزام ونغو-كيتونجيا.
  - مقاطعة نتيم تم تقسيمها إلى قسمين: مفيلا وفالي دو نتيم.
  - مقاطعة ميفي تم تقسيمها إلى 3 أقسام: ميفي وكونج-كي وهو بلاتو
  - تم تغيير اسم مقاطعة كايلي إلى اسم مايو-كاني.
- 1998: ارتفع عدد المقاطعات إلى 58
  - مقاطعة مانيو تم تقسيمها إلى قسمين: مانيو وليبياليم
  - مقاطعة ميمي تم تقسيمها إلى قسمين: ميمي وكوبي مانينغوبا
  - مقاطعة مينشوم مقسم إلى قسمين: مينشوم وبويو

### منطقة اداماوا

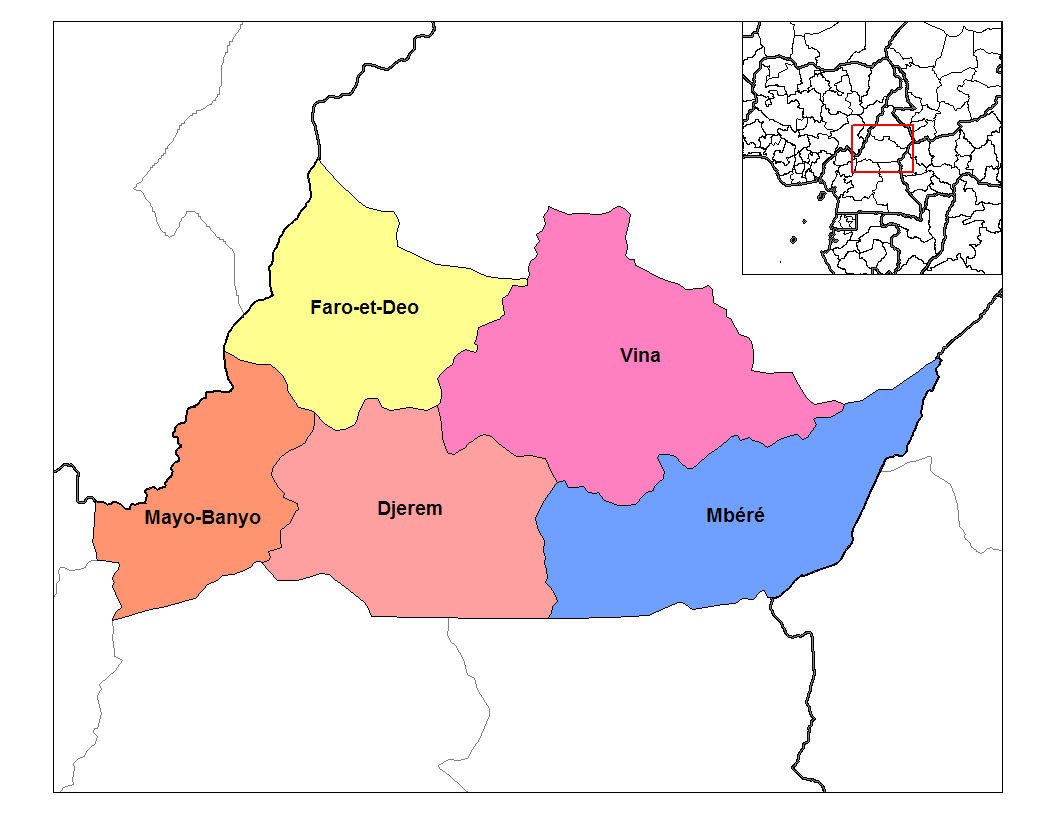
مقاطعات منطقة أداماوا.

### منطقة المركز

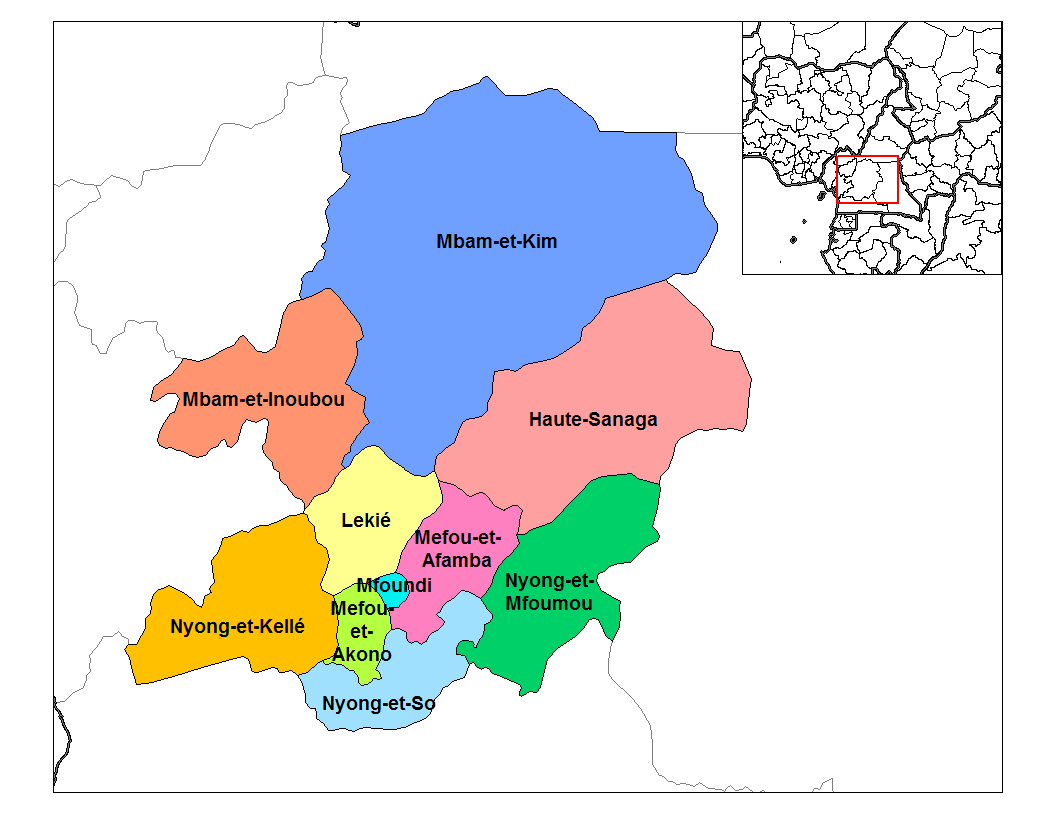
مقاطعات منطقة المركز.

### المنطقة الشرقية

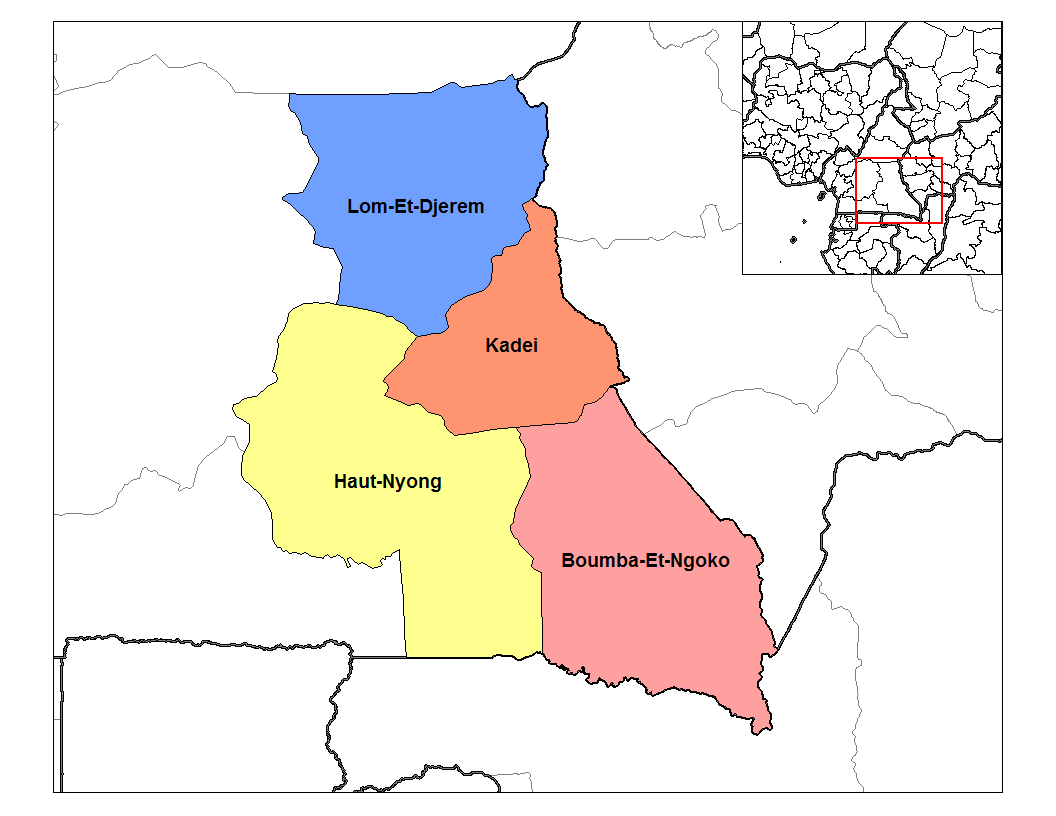
مقاطعات المنطقة الشرقية.

### منطقة أقصى الشمال

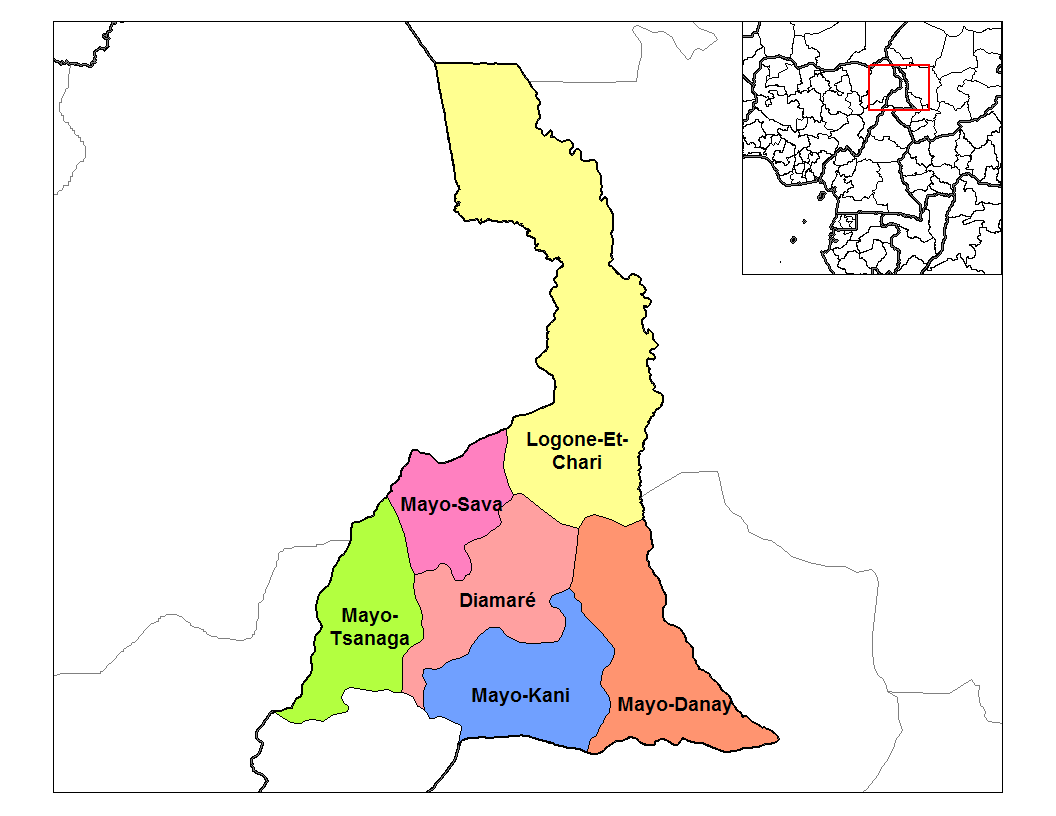
مقاطعات منطقة أقصى الشمال

### لمنطقة ليتورال

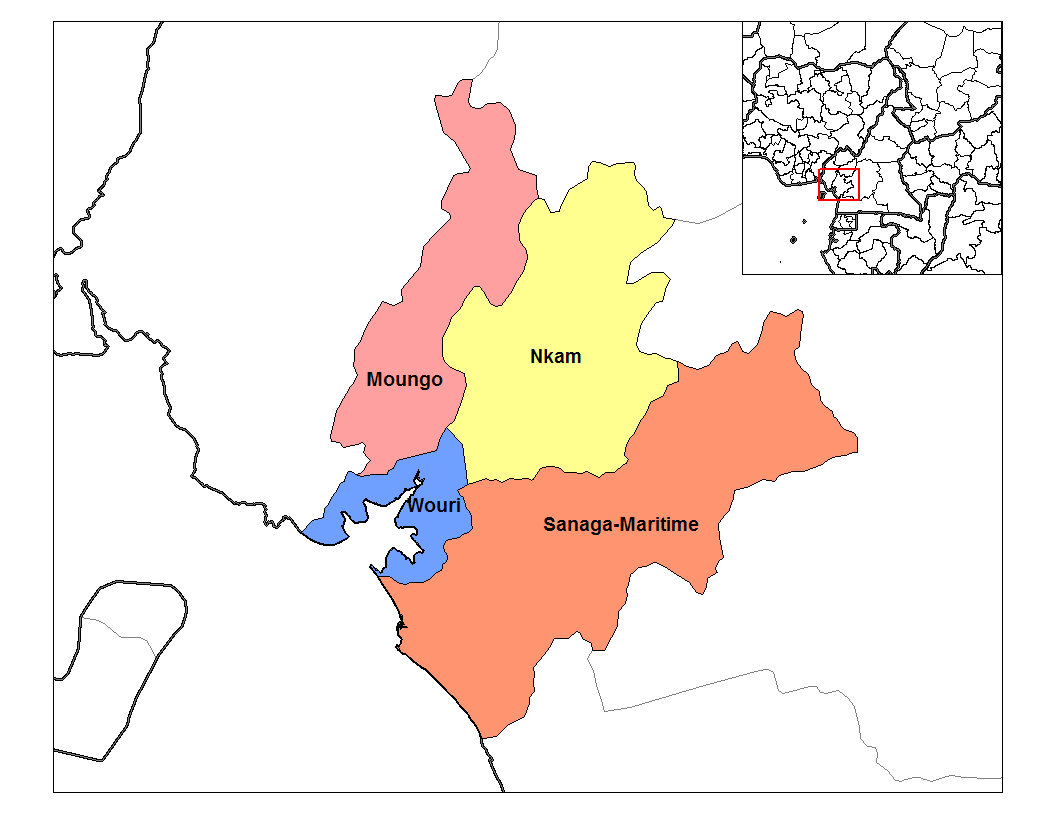
مقاطعات منطقة ليتورال

### المنطقة الشمالية

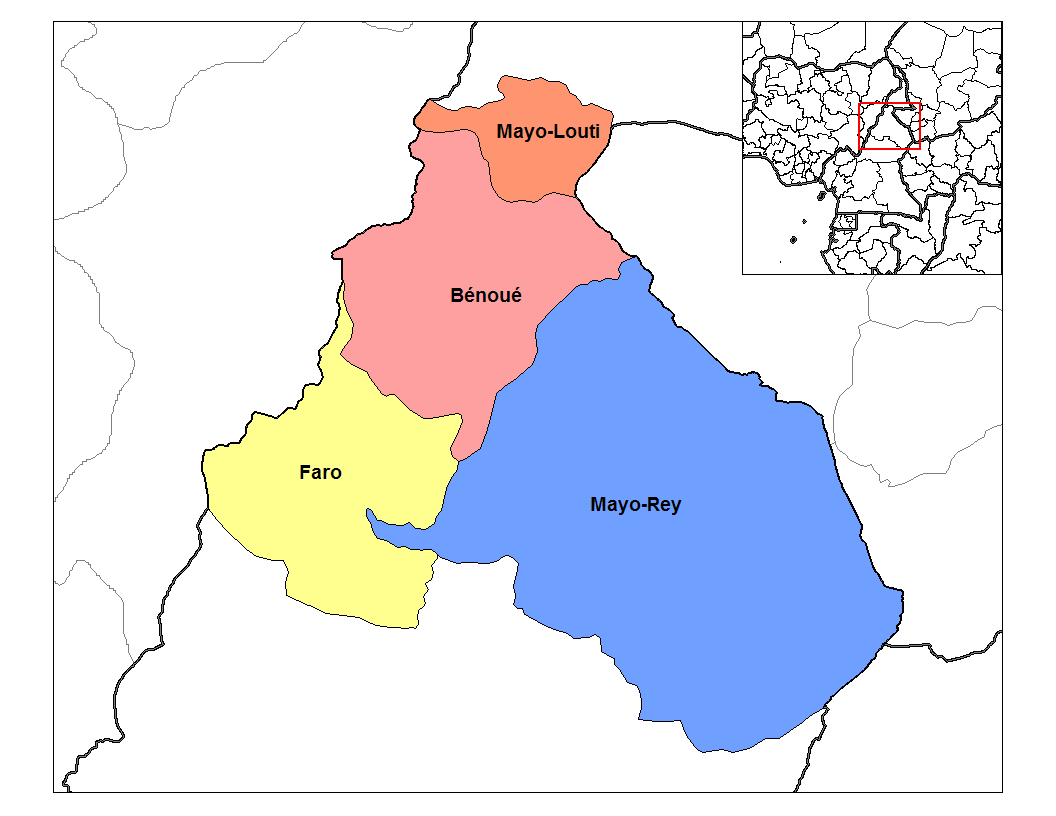
مقاطعات المنطقة الشمالية.

### المنطقة الشمالية الغربية

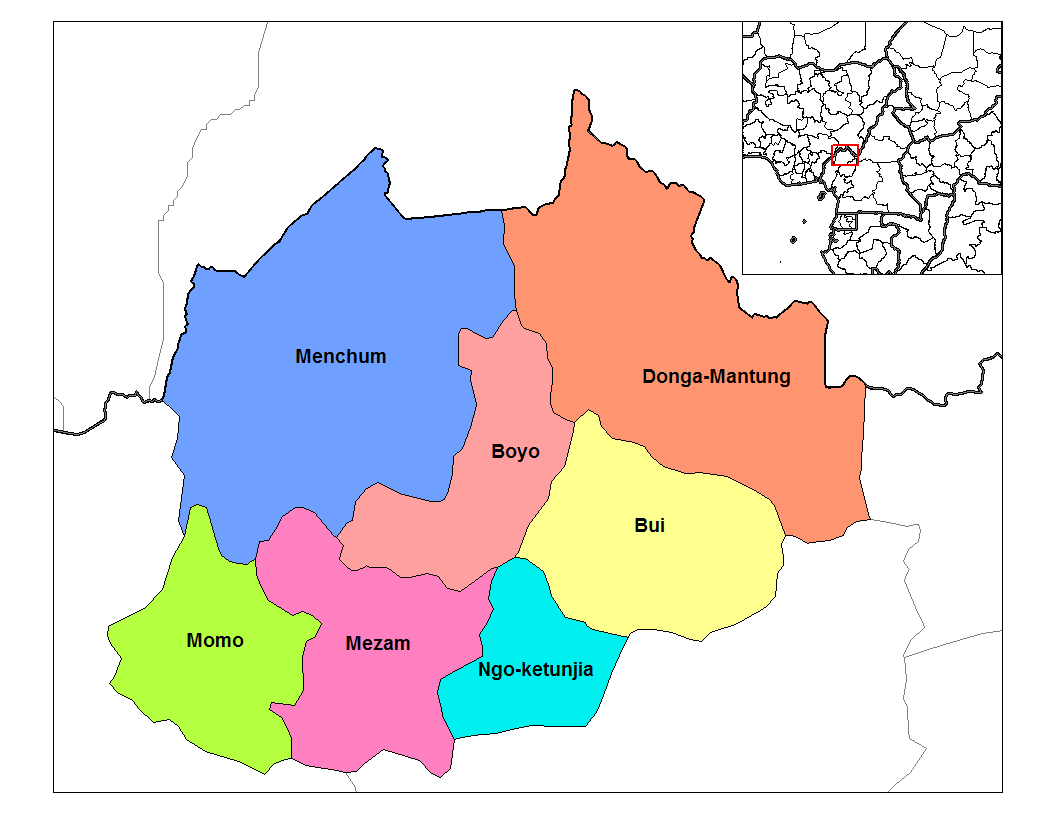
مقاطعات المنطقة الشمالية الغربية.

### المنطقة الغربية

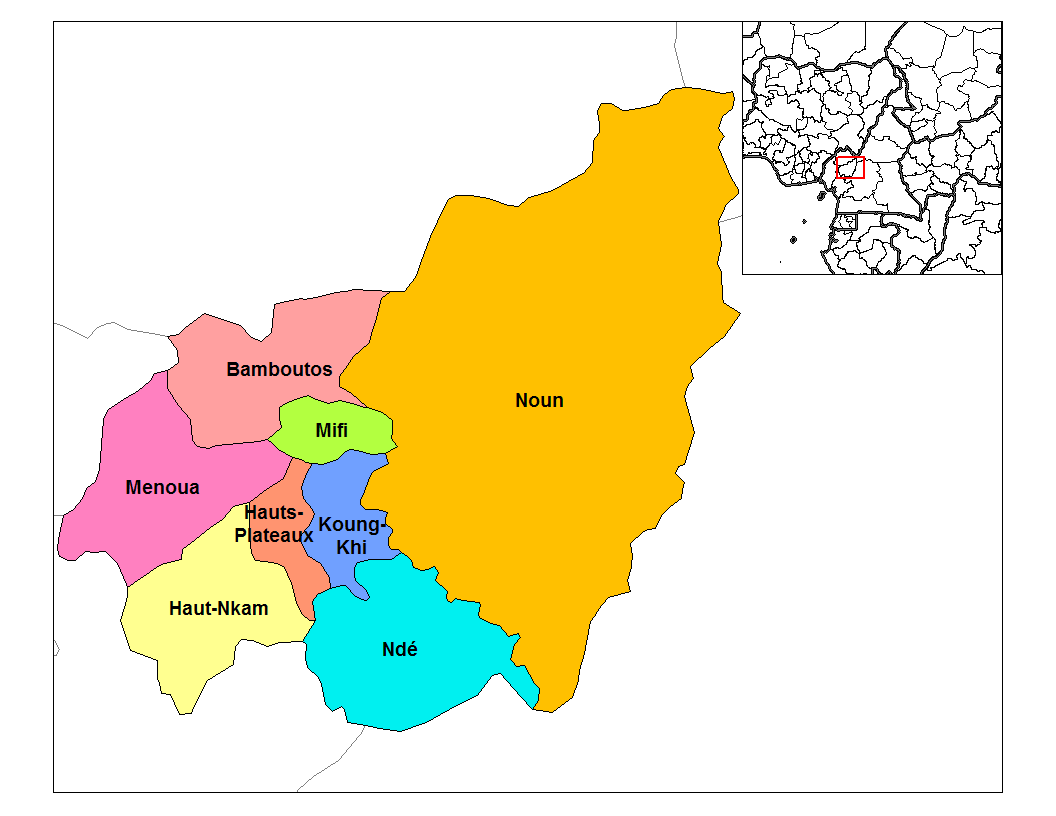
مقاطعات المنطقة الغربية.

### المنطقة الجنوبية

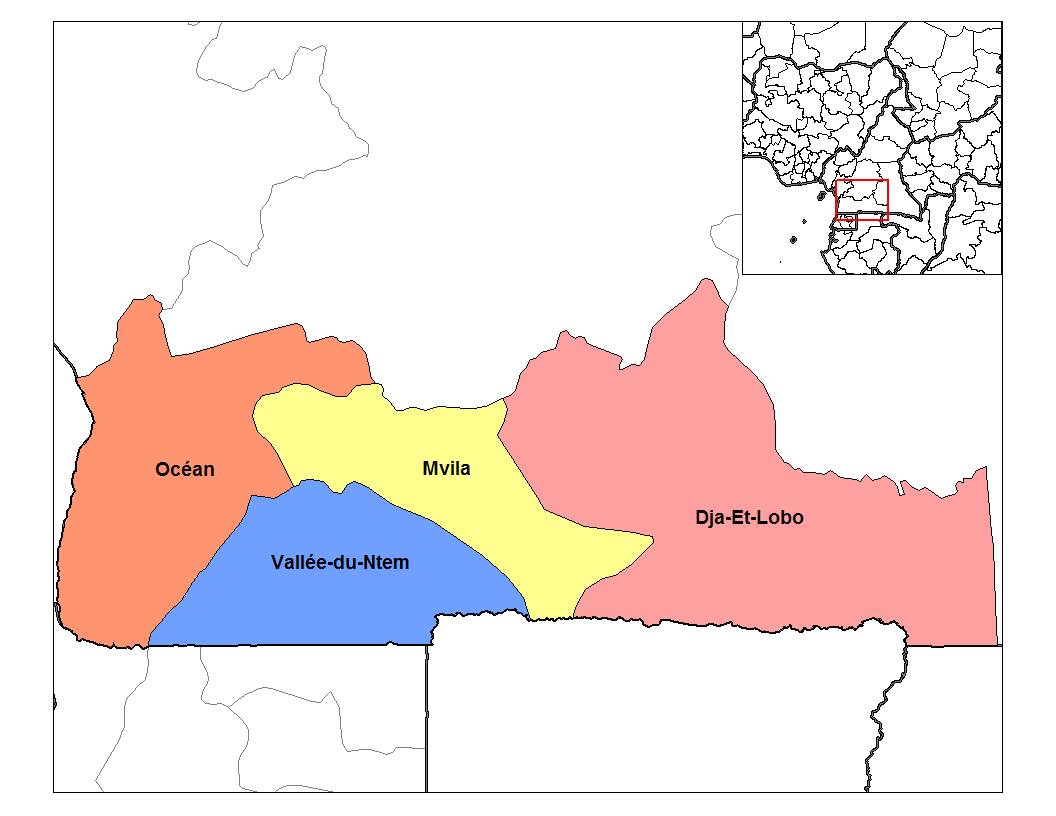
مقاطعات المنطقة الجنوبية

### منطقة الجنوب الغربي

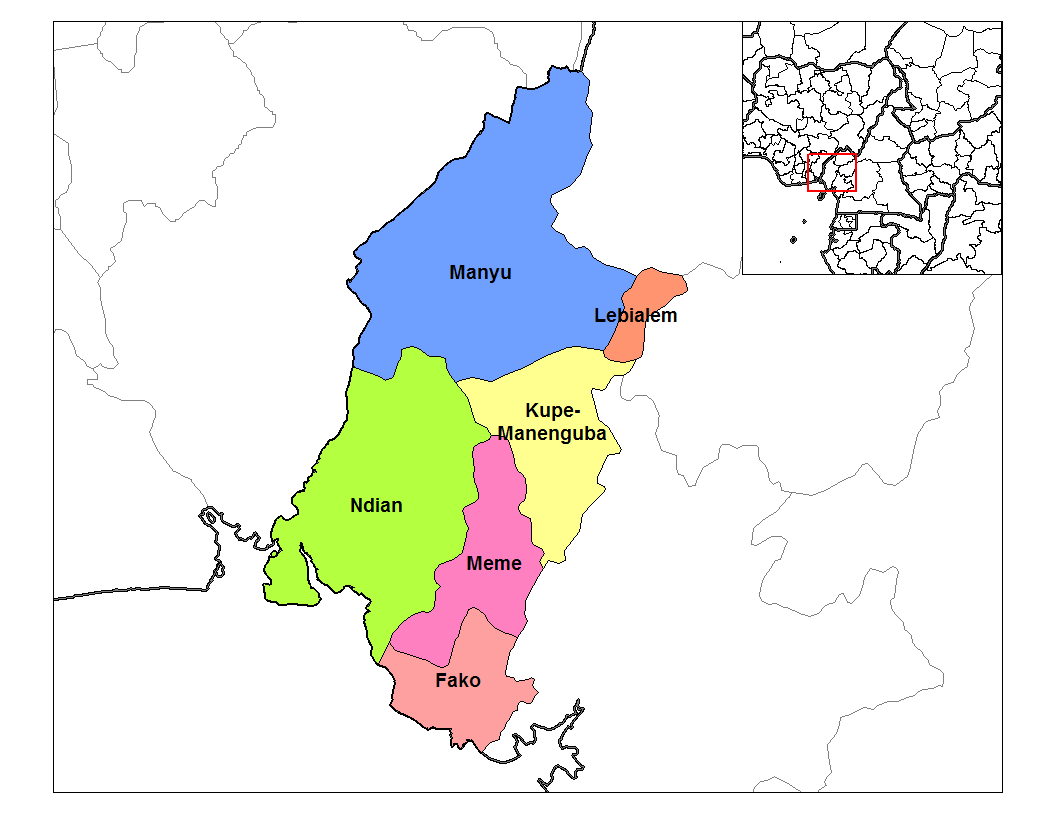
مقاطعات منطقة الجنوب الغربي.

## مذكرات ومراجع
1. ↑  "Liste de tous les départements du Cameroun et régions du Cameroun". www.sport-histoire.fr. مؤرشف من الأصل في 2021-05-05. اطلع عليه بتاريخ 2022-02-07.
2. ↑  "تاريخ المناطق عبر الخرائط (باللغة الفرنسية)". مؤرشف من الأصل في 2021-04-18.
3. 1 2 3 4 5 6 7 8 9 10  "Cameroon Departments". statoids.com. مؤرشف من الأصل في 2021-05-06. اطلع عليه بتاريخ 2022-02-07.